# 排头乡
排头乡，是中华人民共和国湖南省湘潭市湘潭县下辖的一个乡镇级行政单位。2015年11月19日，将排头乡的桐梓、红卫、中加3个建制村成建制划归花石镇管辖。

## 行政区划
排头乡下辖以下地区：
大扶冲村、辰山村、紫山村、黄荆坪村、霞山村、安全村、指南村、双泉村、东山村、长山村、星星村、仁陂村、船形山村、严塘村、鳌洲村、松梓村、严冲村、龙潭村、雪佳村、仓冲村、月塘村、回龙桥村、同心村、排头村、藕塘村、高陂塘村、四印村、杨家岭村、红卫村、中加村、毫光村、合兴村、南桥村、湘南村、上南村、留田村、兴阳村、楼冲村、合云村、桐梓村、延化村和石岗村。

## 出身名人
- 周小舟，中华人民共和国政治人物，原中国共产党湖南省委员会书记。[4]:51